# إطار مصمت
في الرياضيات، يُعرف الإطار المصمت بأنه فراغ طوبولوجي هيمومورفي لـ {\displaystyle S^{1}\times D^{2}}، بمعنى أنه الناتج الديكارتي لـ دائرة ذات كرة ثنائية الأبعاد يتم الحصول عليها مع الناتج الطوبولوجي. والإطار المصمت هو متعدد متشعب متصل ومتراص وقابل للتوجيه وثلاثي الأبعاد به حد. والحد عبارة عن شكل متماثل مع {\displaystyle S^{1}\times S^{1}}، وهو الإطار العادي.

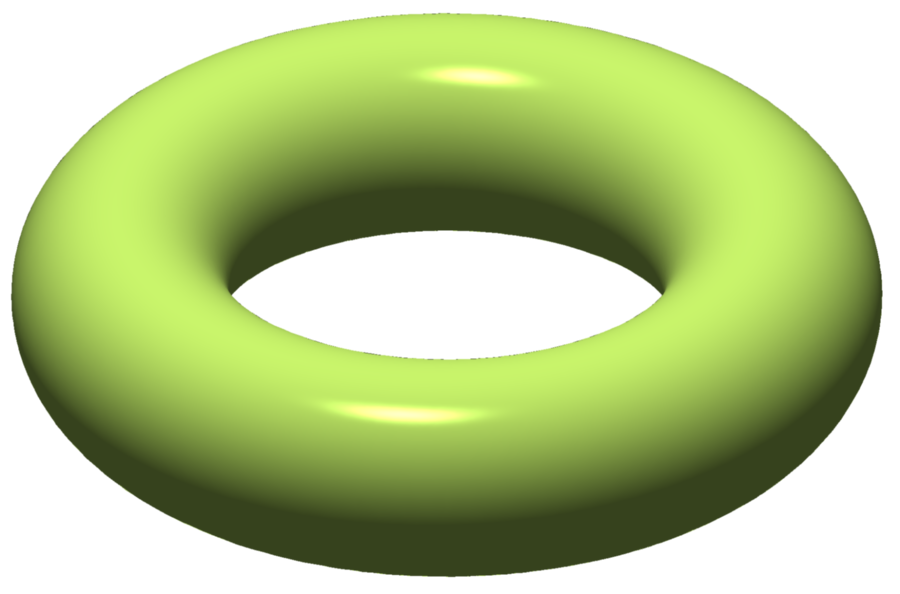
الإطار المصمت

وهناك طريقة موحدة لتصوير الإطار المصمت كشكل حلقي، مُتضمن في فراغ ثلاثي الأبعاد.
وحيث أن الأسطوانة {\displaystyle D^{2}} قابلة للانكماش، فإن الإطار المصمت يكون له تماثل من النوع {\displaystyle S^{1}}. ولذلك فالمجموعة الأساسية والمجموعات المتماثلة تكون متماثلة في الشكل مع تلك الخاصة بالدائرة:
{\displaystyle \pi _{1}(S^{1}\times D^{2})\cong \pi _{1}(S^{1})\cong \mathbb {Z} ,}
{\displaystyle H_{k}(S^{1}\times D^{2})\cong H_{k}(S^{1})\cong {\begin{cases}\mathbb {Z} &amp;{\mbox{ if }}k=0,1\\0&amp;{\mbox{ otherwise }}\end{cases}}.}